# 1963 Безовек
1963 Безовек (1963 Bezovec) — астероїд головного поясу, відкритий 9 лютого 1975 року чехословацьким астрономом Любошем Когоутеком. Пагорб Безовек (Безовець) знаходиться поблизу міста П'єштяни на заході Словаччини, де було знайдено численні метеорити.
Тіссеранів параметр щодо Юпітера — 3,357.